# Gréta Salóme
Greta Salóme Stefánsdóttir (Mosfellsbær, Islandia, 11 de noviembre de 1986) es una cantante y violinista islandesa.

## Vida y carrera
Nació en 1986 en la localidad de Mosfellsbær, donde actualmente radica, y estudió violín en la Academia de Artes de Islandia, donde se graduó en 2008. Más adelante realizó un posgrado en Listaháskóli Íslands y actualmente trabaja de violinista a tiempo completo en la Sinfóníuhljómsveit Íslands (Orquesta Sinfónica de Islandia) y mantiene una relación con Elvar Þór Karlsson.

## Festival de Eurovisión

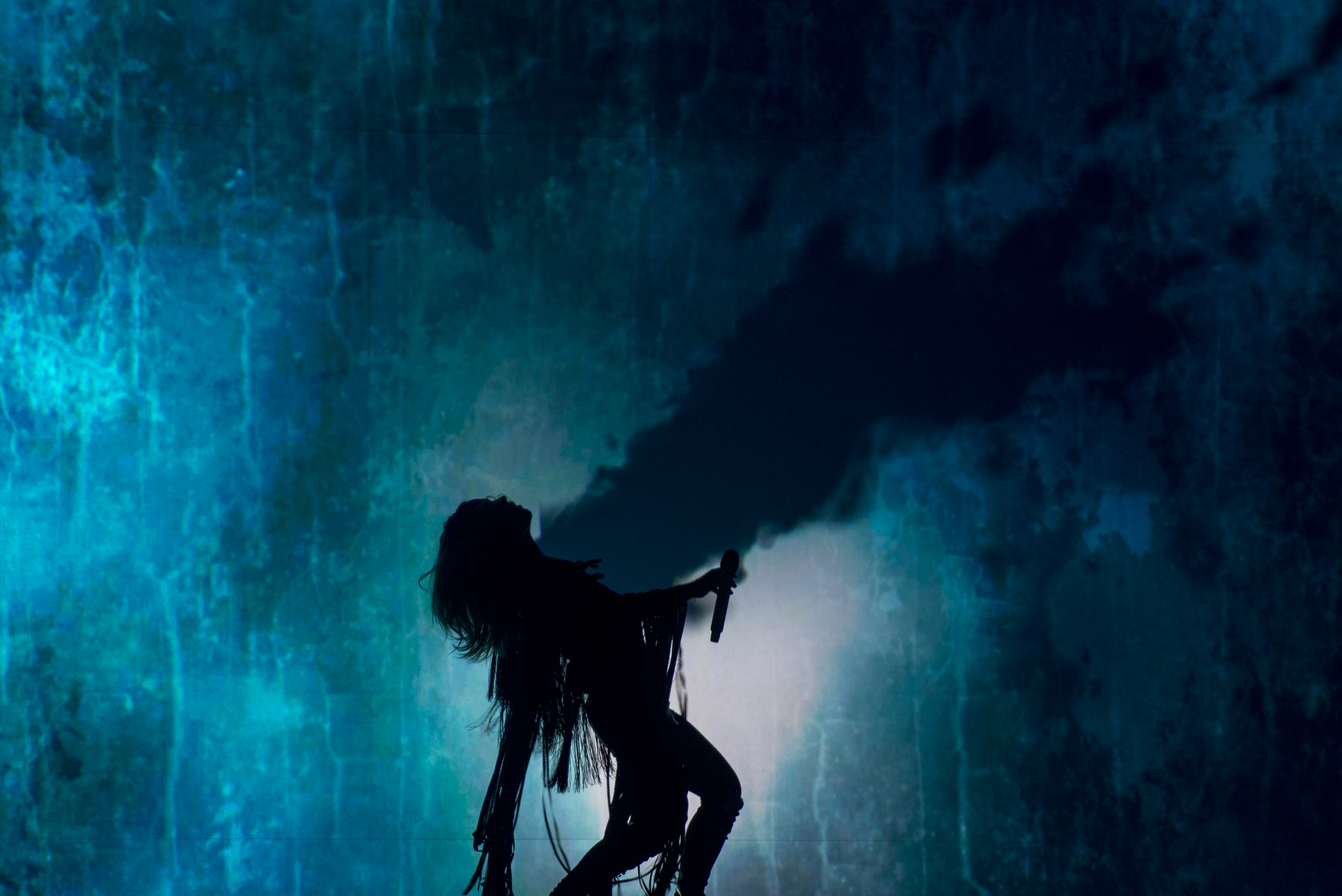
Salóme interpretando la canción «Hear Them Calling» durante el Festival de la Canción de Eurovisión 2016.

### Festival de la Canción de Eurovisión 2012
En 2012, Salóme se presentó a la final nacional islandesa para elegir el representante de Islandia en el Festival de la Canción de Eurovisión 2012, el Söngvakeppni Sjónvarpsins, junto al cantante Jónsi, y fueron seleccionados. Allí, interpretaron la canción «Mundu eftir mér», compuesta y escrita por Salóme. Esta canción ganó el certamen, siendo así elegida para representar a su país en el festival.
El 22 de mayo de 2012, la canción fue interpretada segunda durante la primera semifinal, donde recibió 75 puntos, quedando en octavo puesto y calificando para la final. Finalmente, la canción fue interpretada en la final del 26 de mayo, obteniendo 46 puntos y quedando en vigésimo puesto de 26. En el festival, la canción fue interpretada en su versión inglesa, «Never forget».

### Festival de la Canción de Eurovisión 2016
En 2016, volvió a presentarse al Söngvakeppni Sjónvarpsins con la canción «Hear Them Calling», y fue seleccionada de nuevo. Allí, la canción fue interpretada en su versión islandesa («Raddirnar») durante la primera semifinal, obteniendo el tercer puesto. Días después, en la final, fue interpretada en su versión inglesa y obtuvo el segundo puesto, pasando así a la superfinal, donde se declaró ganadora con el 62,32% del televoto, siendo así elegida para representar a su país en el festival.
La canción fue interpretada 16.ª durante la primera semifinal pero, a pesar de ser una de las favoritas para clasificarse, solo obtuvo 51 puntos, quedando en 14.º puesto y no logrando pasar a la Gran Final. Esta edición fue el 30.er aniversario de la participación de Islandia en el festival.